# Flughafen Myrhorod
Der Flughafen Myrhorod (ICAO-Code: UKBM) ist ein Luftwaffenstützpunkt der ukrainischen Luftwaffe in der Nähe von Myrhorod, Oblast Poltawa, Ukraine.

## Geschichte
Bis zum russischen Einmarsch in die Ukraine im Jahr 2022 war der Stützpunkt die Heimat der 831st Tactical Aviation Brigade, die Flugzeuge des Typs Suchoi Su-27P/UB flog.
Im April 2022 zerstörten russische Angriffe auf den Stützpunkt ein Munitionsdepot und beschädigten die Landebahn und ein Treibstoffdepot.
Am Morgen des 10. Juni 2023 startete Russland einen Angriff mit Iskander-M- und Iskander-K-Raketen sowie Geran-2-Loitering-Munition, während sich auf dem Stützpunkt MiG-29-Kampfflugzeuge der ukrainischen 40th Tactical Aviation Brigade befanden, die für den Abschuss der von den USA gelieferten AGM-88 HARM-Anti-Strahlungsraketen ausgerüstet sind. Bei dem Angriff wurden ein MiG-29-Jagdflugzeug und ein Mi-8-Hubschrauber zerstört. Ein nahe gelegenes großes Munitionsdepot und ein Treibstofflager wurden durch zwei starke Explosionen beschädigt, die groß genug waren, um von seismischen Überwachungsgeräten der NASA aufgezeichnet zu werden.
Am 1. Juli 2024 wurde der Luftwaffenstützpunkt erneut mit ballistischen Raketen des Typs Iskander-M angegriffen, diesmal mit Streumunition. Nach russischen Quellen wurden fünf Su-27 zerstört und zwei weitere beschädigt. Auf einem Video einer russischen Aufklärungsdrohne ist zu sehen, dass mindestens zwei Su-27 zerstört und mehrere weitere beschädigt wurden.
Im August 2024 griffen die Russen Myrhorod erneut an, wahrscheinlich wieder mit einer Iskander-M Rakete, dabei verloren die Ukrainer eine Su-27.